# 刚毛山柳菊
刚毛山柳菊（学名：Hieracium echioides）是菊科山柳菊属的植物。分布于俄罗斯、欧洲、哈萨克斯坦、蒙古、伊朗以及中国大陆的新疆等地，生长于海拔2,000米的地区，见于荒漠草原或干河谷地带，目前尚未由人工引种栽培。